# James Beard (Maler)

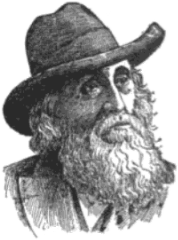
James Beard

James Henry Beard (* 20. Mai 1812 in Buffalo; † 4. April 1893 in Flushing, New York) war ein US-amerikanischer Porträt-, Genre- und Tiermaler.

## Leben
Beard war der Sohn von James Beard (25. Juli 1765–November 1824) und dessen Frau Harriet (geborene Wolcott, 1788–1876, eine Nichte des Gouverneurs Oliver Wolcott junior). Die Familie zog bald nach seiner Geburt ins nördliche Ohio um und ließ sich in Painesville nieder. Sein Vater starb, als Beard 12 Jahre alt war. Ein wandernder Porträtmaler namens Hanks kam nach Painesville und erteilte dem Jungen den ersten Kunstunterricht. Mit 14 Jahren verließ er seine Heimat und begab sich auf Wanderschaft. Über Pittsburgh kam er schließlich nach Cincinnati, wo er mehrere Jahre blieb und – geschult durch Frederick Franks – Porträts anfertigte. Dort beteiligte er sich an dem Versuch, die Cincinnati Academy of Fine Arts zu gründen. Sein Gemälde The Poor Relations (Die armen Verwandten) wurde als Druck aufgelegt und 1848 als Jahresgabe der Western Art-Union verbreitet. Beard bereiste anschließend den Südwesten der Vereinigten Staaten sowie 1846 die Stadt New York und fand dabei zahlreiche Gelegenheiten seine Kunstkenntnisse zu erweitern und fand zudem reichlich Kundschaft für seine Werke. 1870 ließ er sich in New York nieder. Er wurde 1872 zum Vollmitglied (NA) der National Academy of Design gewählt und beschäftigte sich zunächst mit der Genremalerei.
Später widmete er sich ganz der Tiermalerei, erlangte hierin große Erfolge und wurde sogar „der amerikanische Landseer“ genannt. Auf der Ausstellung in Philadelphia 1876 wurde sein bekanntes Genrebild Der Advokat und seine Klienten ausgestellt. Eines seiner größten Tierstücke ist die Darstellung der Farm des bekannten Züchters Alexander in Kentucky 1867–1869.
Beard betrieb ein Atelier in der New Yorker Fifth Avenue Nr. 110.

## Werke (Auswahl)

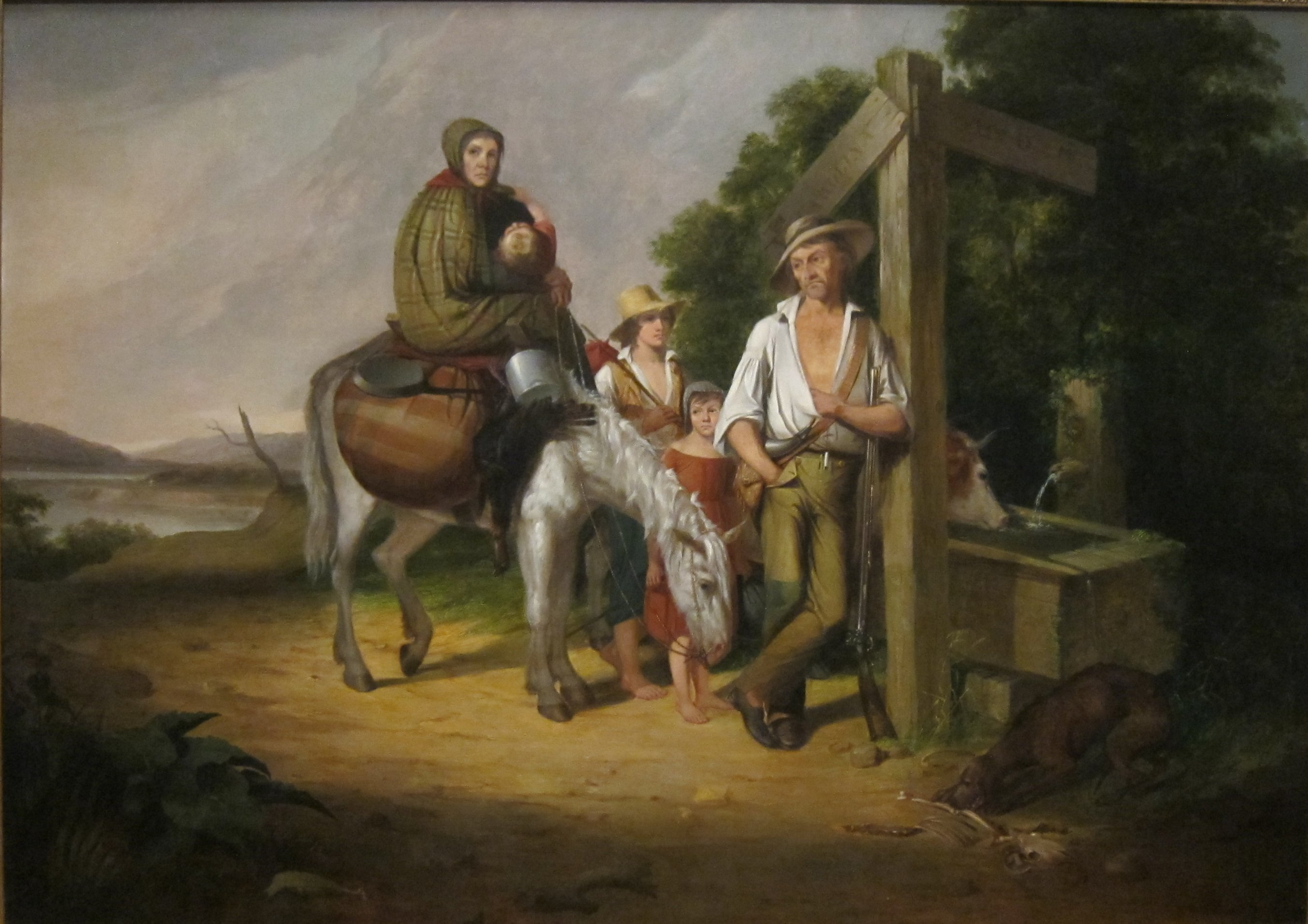
The North Carolina Emigrants

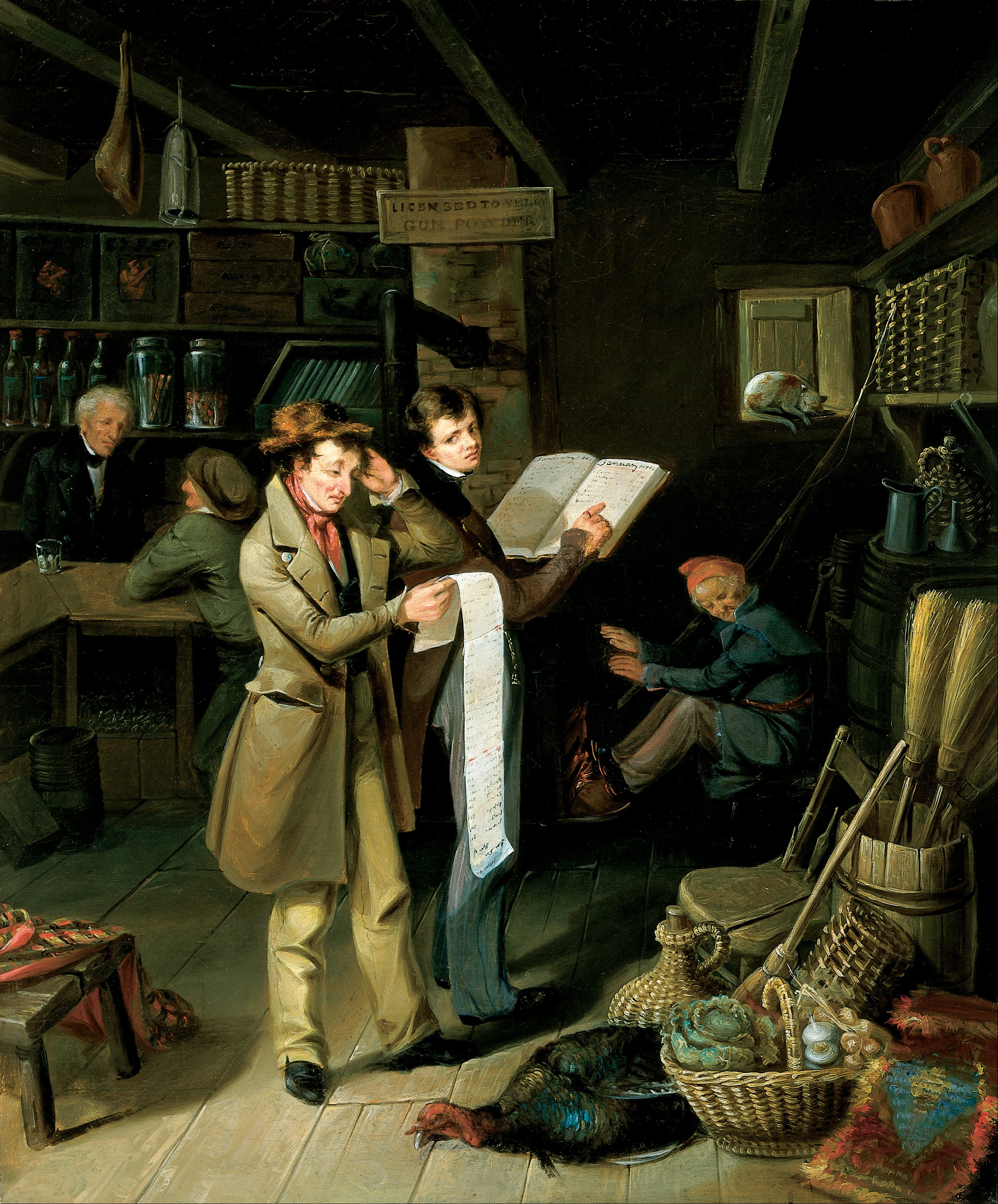
The Long Bill

- The North Carolina Emigrants, Poor White Folk (1845)
- The Long Bill (Die lange Rechnung)
- The Poor Relations (Die armen Verwandten, ein Hundebild)
- Die Nacht vor der Schlacht
- Royalty at Home (Löwe und Löwin in der Wildnis)
- Die drohende Gefahr (1871)
- Gegenseitige Freundschaft (1875)
- Tho’ Lost to Sight, To Memory Dear (Aus den Augen, aber nicht aus dem Sinn)
- Consultation (Die Konsultation, 1877)
- Don Quixote and Sancho Panza (Don Quichotte und Sancho Pansa, 1878).

Porträts
- General William Henry Harrison (um 1837)
- John Quincy Adams (um 1837)
- Henry Clay
- General Zachary Taylor
- Oberrichter Chase

## Familie
Am 28. August 1833 heiratete Beard in Cincinnati Mary Caroline (geborene Carter). Ihre Kinder wurden alle ebenfalls Künstler.
Kinder
- James Carter Beard[5] (* 6. Juni 1837): Er wurde 1861 als Anwalt zugelassen und war kurze Zeit als Rechtsanwalt tätig. Er arbeitete als Autor und Illustrator für Bücher und Zeitschriften, wobei er sich auf Tierbilder spezialisiert hatte. ⚭ 25. Dezember 1864, Martha J. (geborene Bray).
- William Henry „Harry“[6] Beard (* 4. Mai 1840; † 16. November 1889): Er kämpfte als Soldat im Bürgerkrieg in der Unionsarmee, war Maler, Illustrator sowie Autor von Versen und Prosa für Zeitschriften.
- Thomas Francis „Frank“ Beard (* 6. Februar 1842; † 28. September 1905)[7]: Er kämpfte im Bürgerkrieg im 7. Ohio-Regiment. Seit seinem zwölften Lebensjahr fertigte er Bilder für alle führenden Zeitschriften an. Mit siebzehn begann er Vorlesungen zu geben. 1881 wurde er Professor für Ästhetik an der Syracuse University. Er war Zeichner von Cartoons. ⚭ 1. Mai 1867, Helen Augusta (geborene Goodwin). Die Ehe blieb kinderlos.

Enkel
- Daniel Carter Beard,[8] auch „Dan Beard“ genannt (* 21. Juni 1850; † 11. Juni 1941): Er absolvierte eine akademische Ausbildung in Covington und studierte 1880 bis 1884 an der Art Student’s League in New York. Er war Autor und Illustrator für namhafte Verlage, war Mitglied in vielen Vereinigungen, Präsident der Society of Illustrators und des Camp Fire Club of America sowie nationaler Pfadfinderkommandant der Boy Scouts of America. Er gilt als Entdecker des nach ihm benannten Mount Dan Beard,[9] der an den Mount McKinley grenzt. ⚭ 15. August 1894, Beatrice Alice (geborene Jackson, * 16. April 1865).
- Mary Caroline „Lina“ Beard (* 20. Juli 1852) wurde an einer Privatschule, an der Wesleyan Academy und am Brooklyn Heights Seminary ausgebildet. Sie studierte an der Cooper Union und der Art Student’s League, wurde Autorin für Zeitschriften und Zeitungen sowie gemeinsam mit ihrer Schwester Adelia Belle Illustratorin vieler Bücher.
- Adelia Belle Beard (* 1. April 1857): Sie besuchte eine Privatschule. Später studierte sie Zeichnen an der Cooper Union und der Art Student’s League sowie Porträtmalerei bei Wyat Eaton und William Chase. Sie wurde Lehrerin für Zeichnen und Malen sowie Illustratorin. Ihr erstes Gemälde wurde in der National Academy of Design ausgestellt.

Geschwister
- Harriet W. (* 6. Juni 1814) starb unverheiratet.
- Julia Eliza (* 2. Juli 1816; † 19. Februar 1881) ⚭ 18. Dezember 1845 William Blair (* 13. Januar 1815; † 1. Juni 1897).
- Hannah Ann (* 7. November 1822; † 29. Juni 1902) ⚭ William C. Chambers († 1878)
- William Holbrook Beard (* 13. April 1824; † 20. Februar 1900)[11] war Autor und Tiermaler, der zweimal verheiratet war ⚭ I. 1859, Flora (geborene Johnson, 1827–1859); II. 7. Juli 1863, Carrie R. Le Clear (* 30. Juli 1845; † nach 1915). Er hatte einen Sohn.